# Tinus connexus
Tinus connexus là một loài nhện trong họ Pisauridae.
Loài này thuộc chi Tinus. Tinus connexus được Elizabeth Bangs Bryant miêu tả năm 1940.